# Gévrise Émane
Gévrise Lydie Émane Ekpwa (Yaundé, Camerún, 27 de julio de 1982) es una deportista francesa que compite en judo.
Participó en tres Juegos Olímpicos de Verano, entre los años 2008 y 2016, obteniendo una medalla de bronce en Londres 2012, en la categoría de –63 kg. En los Juegos Europeos de Bakú 2015 consiguió una medalla de oro en la prueba por equipo.
Ganó cinco medallas en el Campeonato Mundial de Judo entre los años 2005 y 2015, y seis medallas en el Campeonato Europeo de Judo entre los años 2006 y 2016.

## Palmarés internacional
| Juegos Olímpicos   | Juegos Olímpicos        | Juegos Olímpicos  | Juegos Olímpicos |
| Año                | Lugar                   | Medalla           | Categoría        |
| ------------------ | ----------------------- | ----------------- | ---------------- |
| 2012               | Londres (Reino Unido)   | Medalla de bronce | –63 kg           |
| Campeonato Mundial |                         |                   |                  |
| Año                | Lugar                   | Medalla           | Categoría        |
| 2005               | El Cairo (Egipto)       | Medalla de plata  | –70 kg           |
| 2007               | Río de Janeiro (Brasil) | Medalla de oro    | –70 kg           |
| 2011               | París (Francia)         | Medalla de oro    | –63 kg           |
| 2013               | Río de Janeiro (Brasil) | Medalla de bronce | –63 kg           |
| 2015               | Astaná (Kazajistán)     | Medalla de oro    | –70 kg           |
| Juegos Europeos    |                         |                   |                  |
| Año                | Lugar                   | Medalla           | Categoría        |
| 2015               | Bakú (Azerbaiyán)       | Medalla de oro    | Equipo           |
| Campeonato Europeo |                         |                   |                  |
| Año                | Lugar                   | Medalla           | Categoría        |
| 2006               | Tampere (Finlandia)     | Medalla de oro    | –70 kg           |
| 2007               | Belgrado (Serbia)       | Medalla de oro    | –70 kg           |
| 2008               | Lisboa (Portugal)       | Medalla de bronce | –70 kg           |
| 2011               | Estambul (Turquía)      | Medalla de oro    | –63 kg           |
| 2012               | Cheliábinsk (Rusia)     | Medalla de oro    | –63 kg           |
| 2016               | Kazán (Rusia)           | Medalla de oro    | –70 kg           |